# Caracoles
O povo Caracol é um povo étnico de descendência principalmente europeia/anglo-afro-caribenha, concentrado no norte de Honduras (especificamente nas Ilhas da Baía) desde o início do século XIX. Eles falam um crioulo inglês. Caracol é um termo em espanhol que se traduz literalmente como búzio ou concha de caracol; associa o povo das Ilhas da Baía ao meio ambiente e à cultura marítima. No uso atual, o termo Caracol se refere a todas as pessoas nascidas na região das Ilhas da Baía e seus descendentes. A região das Ilhas da Baía abrange as três principais ilhas de Roatán, Útila, Guanaja e as ilhas menores.

## História
Acredita-se que os primeiros grupos de língua inglesa a se estabelecerem nas Ilhas da Baía tenham migrado das Ilhas Cayman, perto da Jamaica. Eles chegaram na década de 1830 logo após a Grã-Bretanha abolir a escravidão em suas colônias, o que interrompeu o sistema de trabalho que apóia a cultura caymaniana. Os caymanianos eram em grande parte uma cultura marítima e estavam familiarizados com a área de empreendimentos de pesca de tartarugas e outras atividades.
A população das Ilhas da Baía cresceu de forma constante na segunda metade do século XIX, e novos assentamentos foram desenvolvidos em todo Roatán e nas outras ilhas. Colonizadores individuais foram atraídos de várias nações e contribuíram para o desenvolvimento e modelagem da face da cultura Caracol. Uma indústria de comércio de frutas iniciada por ilhéus tornou-se muito lucrativa; na década de 1870, foi adquirida por interesses americanos, principalmente a New Orleans and Bay Islands Fruit Company. Empresas posteriores, Standard Fruit e United Fruit, tornaram-se a base para as empresas de frutas modernas. Sua influência econômica e política foi tão forte que Honduras foi chamada de "república das bananas".

## Ilhas da Baía
As Ilhas da Baía foram descobertas por Cristóvão Colombo em sua quarta viagem à América em 1502. Mais tarde, foram reivindicados e mantidos sucessivamente pela Inglaterra, Espanha e Províncias Unidas Holandesas. A Inglaterra finalmente assumiu o controle em 1643 e, com exceção de um período de um mês de domínio espanhol em 1780, manteve-os como uma colônia da Coroa, dependente da Jamaica. Em 1860, após o caso de obstrução de William Walker, a Coroa Britânica reconheceu a soberania hondurenha. Ele cedeu a posse das Ilhas da Baía. O departamento das "Ilhas de la Bahía" foi oficialmente incorporado a Honduras em 14 de março de 1872.

## Economia
Tradicionalmente, a economia da região das Ilhas da Baía consistia em pesca industrial, remessas de atividades da marinha mercante e, mais recentemente, extenso turismo.
O idioma inglês falado pelo Caracol mudou com o tempo. O idioma difere principalmente em morfologia, mas também em pronúncia e sotaque e, em menor grau, em sintaxe e vocabulário, do das outras colônias britânicas. As várias línguas crioulas são semelhantes o suficiente para serem mutuamente inteligíveis.